# ゲオルク・フリードリヒ・フォン・プロイセン
ゲオルク・フリードリヒ・フェルディナンド・プリンツ・フォン・プロイセン（ドイツ語: Georg Friedrich Ferdinand Prinz von Preußen、1976年6月10日 - ）は、ドイツの慈善家、資産家、貴族。旧プロイセン王室ホーエンツォレルン家現当主。ドイツ皇帝ヴィルヘルム2世玄孫。君主制の復活を度々主張している。

## 来歴
1976年6月10日、ブレーメン生まれ。プロイセン王家家長の法定推定相続人である父ルイ・フェルディナント2世と母ドナータ・ツー・カステル＝リューデンハウゼン伯爵令嬢の長男。
1歳でルイ・フェルディナント2世が軍の訓練中に事故死したため、ゲオルク・フリードリヒはプロイセン王家家長の法定推定相続人となった。ブレーメンとオルデンブルクで中等教育を受けた後、グレナルモンド・コレッジ卒業。スコットランド滞在中の1994年にルイ・フェルディナント1世が死去したため、ゲオルク・フリードリヒはプロイセン王家家長となった。
バイエルン州の山岳部隊で2年間の兵役を終えた後、ゲオルク・フリードリヒは旧東ドイツのザクセン州にあるフライベルク工科大学で経営学を学ぶ。
父方の祖母キーラ・キリロヴナが設立したキーラ王女財団（Prinzessin-Kira-von-Preußen-Stiftung）の理事長を務める。他にヘッセン州知事らとともに独米クラブ連盟名誉理事に名を連ねている。
2017年、中国国民党系の世界自由民主連盟（旧世界反共連盟）より夫婦で第2回自由民主賞を授与される。

## 称号
旧プロイセン王室ホーエンツォレルン家現当主。祖父ルイ・フェルディナント1世の死後、家督を相続した。プロイセン王家の男系子孫としてプリンツ・フォン・プロイセンの称号を、ドイツ皇帝位及びプロイセン王位の継承者として殿下（Kaiserliche und königliche Hoheit）の敬称を持つ。また、プロイセン側のオラニエ公位継承者でもある。
1442年にホーエンツォレルン家とメクレンブルク家の間に結ばれたヴィトシュトック条約により、フリードリヒ・フランツ5世の死去（2001年）によって男系が断絶したメクレンブルク家の二つの大公位（メクレンブルク＝シュトレーリッツ家（正嫡の系統は1934年断絶）とメクレンブルク＝シュヴェリーン家）の継承者であるとみなす人もいる。ただし本人はこの称号を主張したり承認したりはしていない。

## 君主制
「ドイツ人は、祖国を君主制に戻すことについて考えるべきだ。私はそれ（王政復古）が起こるだろうと確信している」と発言するなど、ドイツ君主制の復活を主張している。ただし、自身がドイツにおいて政治的な役割を持とうとはしておらず、あくまで立憲君主制の樹立を目指している。
ドイツの君主主義者の間では最も有力な君主候補と見做されている。

## 家族

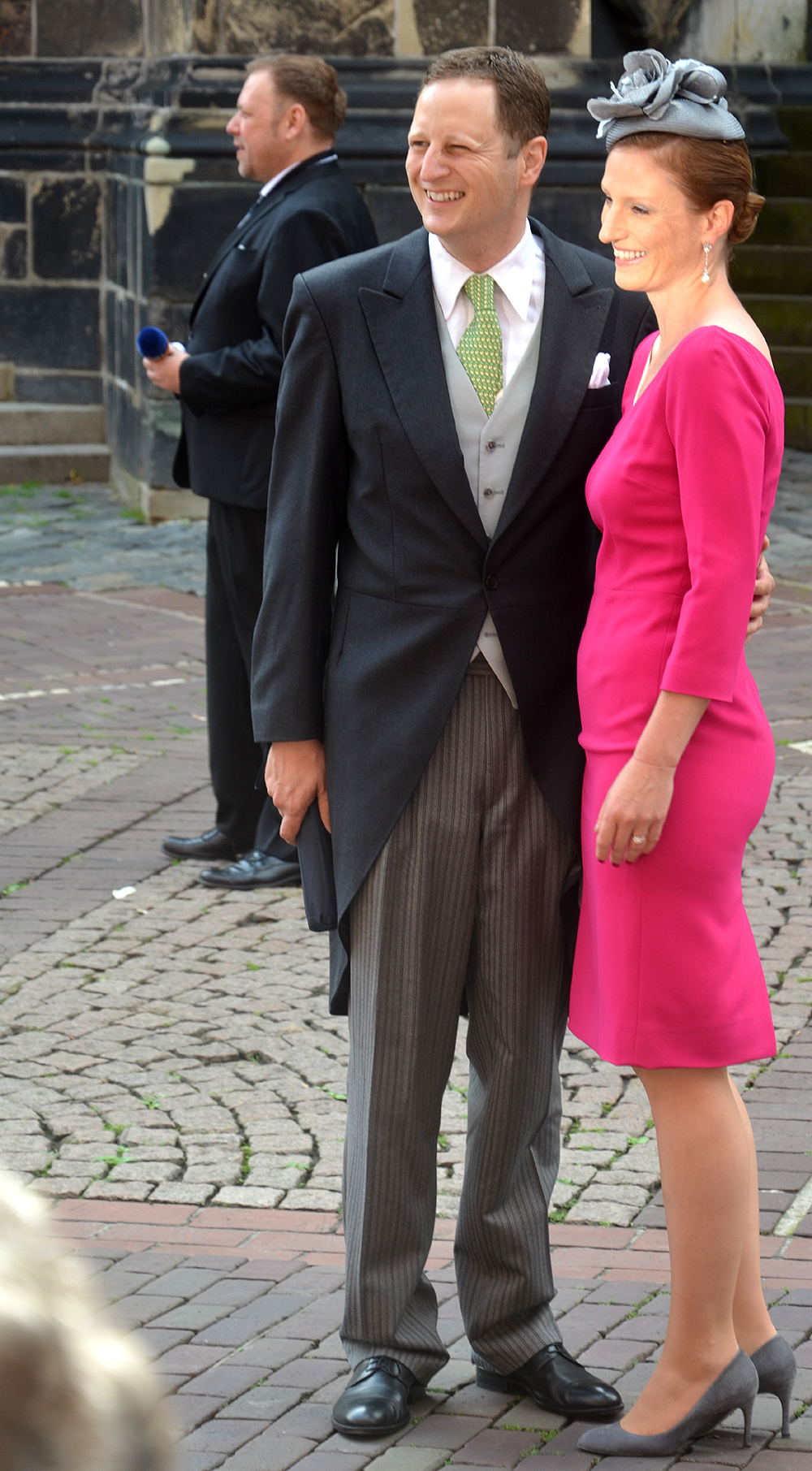
ゲオルク・フリードリヒと妻ゾフィー（2017年7月8日）

2011年1月21日、イーゼンブルク侯家家長フランツ・アレクサンダーの娘で幼馴染のゾフィー・フォン・イーゼンブルク（Sophie Prinzessin von Isenburg、1978年 - ）と婚約。8月27日にポツダムで結婚した。
ゾフィー妃との間に3男1女を儲けている。
- 第1子（長男）カール・フリードリヒ・フランツ・アレクサンダー（2013年1月20日 - ）
- 第2子（次男）ルイ・フェルディナント・クリスティアン・アルブレヒト（2013年1月20日 - ）
- 第3子（長女）エンマ・マリー・シャルロッテ・ゾフィー（2015年4月2日 - ）
- 第4子（三男）ハインリヒ・アルベルト・ヨハン・ゲオルク（2016年11月17日 - ）[6]